# Konstytucjonalizm (polityka)
Konstytucjonalizm – historycznie: kierunek uznający za najlepszą formę rządów władzę monarchy ograniczoną przez konstytucję, jego początki sięgają XVIII wieku i ówczesnych teorii podziału władzy. Konstytucjonalizm stanowił punkt wyjścia do wprowadzenia ustroju monarchii konstytucyjnej. Wprowadzono monteskiuszowski trójpodział władzy, w wyniku czego władza monarchy została ograniczona przez parlament (ustawodawcza), ministrów odpowiedzialnych przed parlamentem (wykonawcza) oraz niezawisłych sędziów (sądownicza). Po raz pierwszy ustrój taki zaprowadzono w 1689 roku w Anglii.
Współcześnie terminem "konstytucjonalizm" określa się ustrój państwowy oparty na pisanej konstytucji.